# 阿富汗國家男子足球隊
阿富汗國家男子足球隊(達利語: تیم ملی فوتبال افغانستان) (普什圖語: دافغانستان ملی فوتبال ټیم)是由阿富汗足球協會所管理。阿富汗在1914年加入FIFA,在1948年加入AFC，並在1954年成為AFC創始成員之一。加濟體育場位於首都喀布爾。阿富汗國家足球隊獲得了2013年南亞足球錦標賽，甚至獲得過2013年國際足聯公平競賽獎
阿富汗國家隊的現任主教練是 Usmon Toshev。

## 世界盃成績
| 年份   | 成績       | 外圍賽紀錄 | 外圍賽紀錄 | 外圍賽紀錄 | 外圍賽紀錄 | 外圍賽紀錄 | 外圍賽紀錄 |
| 年份   | 成績       | 賽         | 勝         | 和         | 負         | 入球       | 失球       |
| ------ | ---------- | ---------- | ---------- | ---------- | ---------- | ---------- | ---------- |
| 1930年 | 沒有參與   | 沒有參與   | 沒有參與   | 沒有參與   | 沒有參與   | 沒有參與   | 沒有參與   |
| 1934年 | 沒有參與   | 沒有參與   | 沒有參與   | 沒有參與   | 沒有參與   | 沒有參與   | 沒有參與   |
| 1938年 | 沒有參與   | 沒有參與   | 沒有參與   | 沒有參與   | 沒有參與   | 沒有參與   | 沒有參與   |
| 1950年 | 沒有參與   | 沒有參與   | 沒有參與   | 沒有參與   | 沒有參與   | 沒有參與   | 沒有參與   |
| 1954年 | 沒有參與   | 沒有參與   | 沒有參與   | 沒有參與   | 沒有參與   | 沒有參與   | 沒有參與   |
| 1958年 | 沒有參與   | 沒有參與   | 沒有參與   | 沒有參與   | 沒有參與   | 沒有參與   | 沒有參與   |
| 1962年 | 沒有參與   | 沒有參與   | 沒有參與   | 沒有參與   | 沒有參與   | 沒有參與   | 沒有參與   |
| 1966年 | 沒有參與   | 沒有參與   | 沒有參與   | 沒有參與   | 沒有參與   | 沒有參與   | 沒有參與   |
| 1970年 | 沒有參與   | 沒有參與   | 沒有參與   | 沒有參與   | 沒有參與   | 沒有參與   | 沒有參與   |
| 1974年 | 沒有參與   | 沒有參與   | 沒有參與   | 沒有參與   | 沒有參與   | 沒有參與   | 沒有參與   |
| 1978年 | 沒有參與   | 沒有參與   | 沒有參與   | 沒有參與   | 沒有參與   | 沒有參與   | 沒有參與   |
| 1982年 | 沒有參與   | 沒有參與   | 沒有參與   | 沒有參與   | 沒有參與   | 沒有參與   | 沒有參與   |
| 1986年 | 沒有參與   | 沒有參與   | 沒有參與   | 沒有參與   | 沒有參與   | 沒有參與   | 沒有參與   |
| 1990年 | 沒有參與   | 沒有參與   | 沒有參與   | 沒有參與   | 沒有參與   | 沒有參與   | 沒有參與   |
| 1994年 | 沒有參與   | 沒有參與   | 沒有參與   | 沒有參與   | 沒有參與   | 沒有參與   | 沒有參與   |
| 1998年 | 沒有參與   | 沒有參與   | 沒有參與   | 沒有參與   | 沒有參與   | 沒有參與   | 沒有參與   |
| 2002年 | 沒有參與   | 沒有參與   | 沒有參與   | 沒有參與   | 沒有參與   | 沒有參與   | 沒有參與   |
| 2006年 | 外圍賽出局 | 2          | 0          | 0          | 2          | 0          | 13         |
| 2010年 | 外圍賽出局 | 2          | 0          | 0          | 2          | 1          | 5          |
| 2014年 | 外圍賽出局 | 2          | 0          | 1          | 1          | 1          | 3          |
| 2018年 | 外圍賽出局 | 8          | 3          | 0          | 5          | 8          | 24         |
| 2022年 | 外圍賽出局 | 8          | 1          | 3          | 4          | 5          | 15         |
| 2026年 | 外圍賽出局 | 8          | 3          | 2          | 3          | 5          | 14         |
| 總結   |            | 30         | 7          | 6          | 17         | 20         | 74         |

## 奥运会足球賽成績

### 1948年奥运会足球賽
| 1948年7月26日 18:00 UTC+1 |

| 盧森堡                             | 6 : 0 | 阿富汗 |
| ---------------------------------- | ----- | ------ |
| Gales · Schammel · Kettel · Paulus | 报告  |        |

| 金石体育场, 布赖顿 觀眾人數：5,000 ： A.C. Williams |

## 亞洲盃足球賽成績
- 1956年- 退出
- 1960年 至 2000年 - 沒有參與
- 2004年 - 外圍賽出局
- 2007年 至 2015年 - 沒有參與
- 2019年 至 2023年 - 外圍賽出局

## 亞洲挑戰盃成績
- 2006年 - 第一圈
- 2008年 - 第一圈
- 2010年 - 沒有參與
- 2012年 - 外圍賽出局
- 2014年 - 殿軍

## 南亞足球錦標賽成績
- 1993年 至 1999年 - 沒有參與
- 2003年 至 2009年 - 第一圈
- 2011年 - 亞軍
- 2013年 - 冠軍

## 外部連結
- ELORATINGS （页面存档备份，存于）

1. ↑  . FIFA. 2024年12月19日  [2024年12月19日].
2. ↑  Elo rankings change compared to one year ago. . eloratings.net. 2025年3月7日  [2025年3月7日].